# Guillaume Vanden Eynde

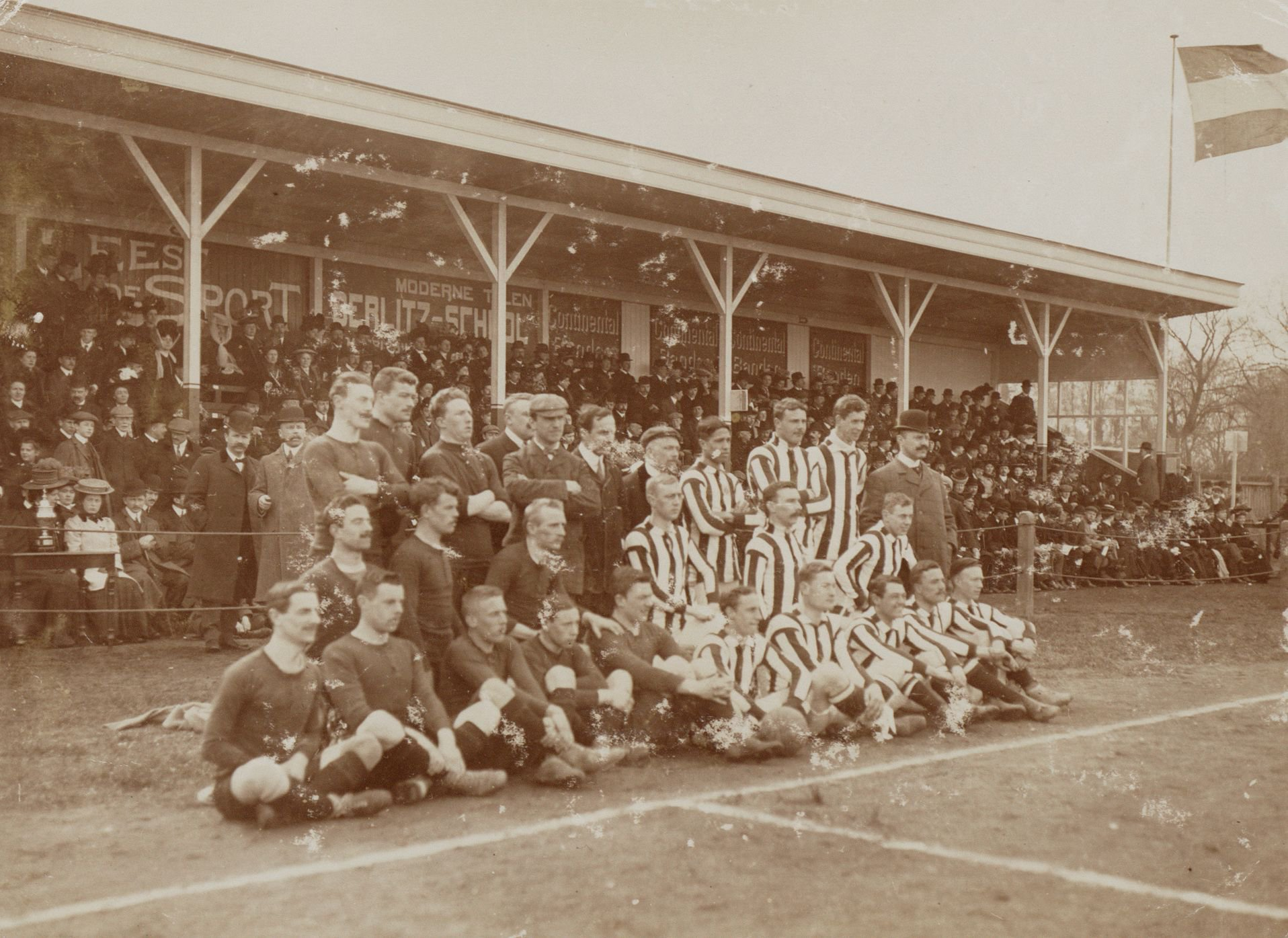
Vanden Eynde in het Belgisch elftal (1908)

Guillaume "Lommeke" Vanden Eynde (1884 - oktober 1948) was een Belgisch voetballer die speelde als verdediger. Hij voetbalde in Eerste klasse bij Union Sint-Gillis en speelde 13 interlands met het Belgisch voetbalelftal.

## Loopbaan
Vanden Eynde speelde bij Vlaamsche Football Club de Bruges vooraleer hij in 1900 als verdediger door US Bruxelloise werd aangetrokken.Na één seizoen vertrok hij naar Union Sint-Gillis in de hoogste afdeling. Union SG kende in die periode zijn topjaren en Vanden Eynde werd met ploeg vijfmaal landskampioen (1904, 1905, 1906, 1907, 1909) en driemaal tweede (1903, 1908, 1912).
Op 7 mei 1910 beging Vanden Eynde een zware fout op Charles Cambier van FC Brugeois tijdens een  wedstrijd van het Internationaal toernooi van de Wereldtentoonstelling. Cambier liep een dubbele beenbreuk op en Vanden Eynde werd levenslang geschorst. In 1912 ging hij bij Clapton Orient FC in de derde klasse van Engeland spelen, hier speelde hij nog twaalf matchen en transfereerde naar AA La Gantoise maar de schorsing bleef uiteindelijk lopen en daarop trok hij naar Amerika. In totaal speelde hij 140 wedstrijden in Eerste klasse en scoorde hierbij 19 doelpunten.
Tussen 1904 en 1912 speelde Vanden Eynde 13 wedstrijden voor het Belgisch voetbalelftal. Hij scoorde hierbij één doelpunt in de wedstrijd in 1906 tegen Frankrijk die met 5-0 werd gewonnen.